# Закшевська-Осада
Закшевська-Осада (пол. Zakrzewska Osada) — село в Польщі, у гміні Венцборк Семполенського повіту Куявсько-Поморського воєводства.
Населення — 224 особи (2011).
У 1975-1998 роках село належало до Бидгощського воєводства.

## Демографія
Демографічна структура станом на 31 березня 2011 року:
|          | Загалом | Допрацездатний вік | Працездатний вік | Постпрацездатний вік |
| -------- | ------- | ------------------ | ---------------- | -------------------- |
| Чоловіки | 110     | 17                 | 86               | 7                    |
| Жінки    | 114     | 26                 | 75               | 13                   |
| Разом    | 224     | 43                 | 161              | 20                   |